# Алатырькасы
Алатырькасы́ (чув. Улатӑркасси) — деревня в Чебоксарском районе Чувашской Республики. Входит в состав Атлашевского сельского поселения.

## География
Находится в северной части Чувашии на расстоянии приблизительно 12 км на восток по прямой от районного центра поселка Кугеси.

## История
Известна с 1897 года как околоток деревни Булатова (ныне не существует) с 82 жителями. В 1926 году было 29 дворов, 137 жителей, 1939—121 житель, в 1979—104. В 2002 году было 26 дворов, 2010 — 10 домохозяйств. В период коллективизации был организован колхоз «17-й съезд партии», в 2010 году действовал СХК «Атлашевский».

## Население
Постоянное население составляло 28 человека (чуваши 96 %) в 2002 году, 26 в 2010.